# Сафиева, Джейран Мухтар кызы
Джейран Мухтар кызы Сафиева (азерб. Ceyran Muxtar qızı Səfiyeva; 1923, Карягинский уезд — ?) — советский азербайджанский хлебороб, Герой Социалистического Труда (1948).

## Биография
Родилась в 1923 году в селе Довлетярлы Карягинского уезда Азербайджанской ССР (ныне село в Физулинском районе Азербайджана).
В 1940—1975 годах — звеньевая колхоза имени Тельмана (бывший — имени Сталина, имени Кирова, «Красный Октябрь»), виноградарского совхоза имени Тельмана. В 1947 году получила урожай пшеницы 30,55 центнеров с гектара на площади 10 гектаров.
Указом Президиума Верховного Совета СССР от 10 марта 1948 года за получение в 1947 году высоких урожаев пшеницы Сафиевой Джейран Мухтар кызы присвоено звание Героя Социалистического Труда с вручением ордена Ленина и золотой медали «Серп и Молот».
Активно участвовала в общественной жизни Азербайджана. Член КПСС с 1959 года.
С 1975 года — пенсионер союзного значения, с 2002 года — президентский пенсионер.